# 11158 Сіру
11158 Сіру (11158 Cirou) — астероїд головного поясу, відкритий 8 січня 1998 року.
Тіссеранів параметр щодо Юпітера — 3,665.